# Lawsonia
- Commons
- Wikispecies

Lawsonia L. é um género botânico pertencente à família Lythraceae.

## Espécies
Apresenta 8 espécies:
- Lawsonia achronychia
- Lawsonia alba
- Lawsonia coccinea
- Lawsonia falcata
- Lawsonia falcifolia
- Lawsonia inermis (hena)
- Lawsonia purpurea
- Lawsonia spinosa
- «Referência: PPP-Index»

## Classificação do gênero
| Sistema | Classificação                     | Referência               |
| ------- | --------------------------------- | ------------------------ |
| Linné   | Classe Octandria, ordem Monogynia | Species plantarum (1753) |